# Mauremys sinensis
La tartaruga cinese dal collo striato (Mauremys sinensis Gray, 1834) è una rara specie di tartaruga appartenente alla famiglia dei Geoemididi.

## Descrizione
Il carapace, lungo 240 mm, è allungato e presenta tre carenature evidenti. La sua colorazione varia dal bruno-rossastro al nero. Il piastrone è giallo con macchie scure su ogni scuto. Il collo e le zampe sono caratterizzati da un'elegante livrea a strisce gialle o verdastre. L'alimentazione è prevalentemente erbivora, basata su piante acquatiche. Le femmine depongono 2-3 uova per covata, con 2-3 covate all'anno.

## Distribuzione e habitat
La specie è distribuita nella Cina orientale e meridionale, in Laos, nel Vietnam settentrionale e sull'isola di Taiwan. Vive in acque poco profonde e a lento corso, con fondali fangosi o sabbiosi, a basse altitudini, in ambienti come laghi, paludi, fiumi e canali.

## Conservazione
La tartaruga cinese dal collo striato è fortemente minacciata dallo sfruttamento da parte dell'uomo per l'alimentazione, la medicina tradizionale e il commercio internazionale. Secondo alcune stime, fino a 15 milioni di tartarughe vengono commercializzate ogni anno, la maggior parte delle quali in Cina, dove la rapida crescita economica ha alimentato una crescente domanda di prodotti alimentari e medicinali a base di tartarughe. In alcune zone, la specie viene allevata in cattività, principalmente per rifornire il commercio. Sebbene questa pratica possa ridurre la pressione sulle popolazioni selvatiche, talvolta gli allevamenti fungono da copertura per attività illegali, catturando individui in natura e spacciandoli per esemplari nati in cattività.